# Cheiloceps anguillana
Cheiloceps anguillana is een halfvleugelig insect uit de familie Issidae. De wetenschappelijke naam van deze soort werd voor het eerst geldig gepubliceerd in 1965 door Fennah als Thionia anguillana.